# Persone di nome Marcus
| Questa pagina contiene informazioni ricavate automaticamente dalle voci biografiche con l'ausilio del template Bio e di un bot. L'aggiornamento è periodico e automatico e ricostruisce completamente la pagina. Se manca una persona in questa lista, sei pregato di non aggiungerla, ma accertati piuttosto che la sua voce biografica contenga il template Bio e che i dati anagrafici siano correttamente compilati. Se il template Bio manca, inseriscilo tu stesso o, in alternativa, metti l'avviso {{tmp\|Bio}} che ne segnala la mancanza. Se i dati riportati sono sbagliati, correggi direttamente la voce biografica; le modifiche saranno visibili in questa lista entro pochi giorni. Per chiarimenti vedi il progetto antroponimi. La lista contiene solo le 290 persone che sono citate nell'enciclopedia e per le quali è stato implementato correttamente il template Bio. Pagina aggiornata al 22 lug 2025. |

Questa è una lista di persone presenti nell'enciclopedia che hanno il nome Marcus, suddivise per attività principale.

## Allenatori di calcio(5)
- Marcus Allbäck, allenatore di calcio e ex calciatore svedese (Göteborg, n. 1973)
- Marcus Bignot, allenatore di calcio e ex calciatore inglese (Birmingham, n. 1974)
- Marcus Feinbier, allenatore di calcio e ex calciatore tedesco (Berlino, n. 1969)
- Marcus Lantz, allenatore di calcio e ex calciatore svedese (Bromölla, n. 1975)
- Marcus Sorg, allenatore di calcio e ex calciatore tedesco (Ulma, n. 1965)

## Architetti(1)
- Marcus Conrad Dietze, architetto e scultore tedesco (Ulma, n. 1658 - † 1704)

## Arcieri(1)
- Marcus Vinicius D'Almeida, arciere brasiliano (Rio de Janeiro, n. 1998)

## Arcivescovi cattolici(1)
- Marcus Sittikus von Hohenems, arcivescovo cattolico austriaco (Hohenems, n. 1574 - Salisburgo, † 1619)

## Artisti marziali misti(2)
- Marcus Jones, ex artista marziale misto e ex giocatore di football americano statunitense (Jacksonville, n. 1973)
- Marcus LeVesseur, artista marziale misto statunitense (Minneapolis, n. 1982)

## Astronauti(1)
- Marcus Wandt, astronauta svedese (Mora, n. 1980)

## Attori(15)
- Marc Blucas, attore statunitense (Butler, n. 1972)
- Marcus Chait, attore statunitense (Menlo Park, n. 1973)
- Marcus Chang, attore e cantautore taiwanese (Taipei, n. 1983)
- Marcus Chong, attore statunitense (Seattle, n. 1967)
- Marcus Coloma, attore statunitense (Middletown, n. 1978)
- Marcus D'Amico, attore britannico (Francoforte, n. 1965 - Oxfordshire, † 2020)
- Alan Dale, attore neozelandese (Dunedin, n. 1947)
- Marcus Carl Franklin, attore statunitense (Carmel, n. 1993)
- Marcus Giamatti, attore statunitense (New Haven, n. 1961)
- Marcus Gilbert, attore e produttore cinematografico britannico (Bristol, n. 1958)
- Mark Harelik, attore e commediografo statunitense (Hamilton, n. 1951)
- Marcus Patrick, attore, modello e cantante britannico (Bath, n. 1974)
- Marcus Rosner, attore canadese (Campbell River, n. 1989)
- Marcus Scribner, attore e doppiatore statunitense (Los Angeles, n. 2000)
- Marcus Toji, attore e doppiatore statunitense (n. 1984)

## Attori teatrali(1)
- Marcus Lovett, attore teatrale e cantante statunitense (Glen Ellyn, n. 1965)

## Avvocati(1)
- Marcus Morton, avvocato, giurista e politico statunitense (East Freetown, n. 1784 - † 1864)

## Banchieri(2)
- Marcus Wallenberg, banchiere e imprenditore svedese (Stoccolma, n. 1864 - Lovön, † 1943)
- Marcus Wallenberg, banchiere, velista e tennista svedese (Stoccolma, n. 1899 - Stoccolma, † 1982)

## Bassisti(1)
- Marcel Jacob, bassista svedese (Stoccolma, n. 1964 - Stoccolma, † 2009)

## Biblisti(1)
- Marcus Borg, biblista e scrittore statunitense (Fergus Falls, n. 1942 - Powell Butte, † 2015)

## Cabarettisti(1)
- Marc Maron, cabarettista, scrittore e attore statunitense (Jersey City, n. 1963)

## Canoisti(3)
- Marcus Becker, canoista tedesco (Halle, n. 1981)
- Marcus Groß, canoista tedesco (Görlitz, n. 1989)
- Marcus Walz, canoista spagnolo (Oxford, n. 1994)

## Canottieri(1)
- Marcus McElhenney, canottiere statunitense (Drexel Hill, n. 1981)

## Cantanti(3)
- Channel 7, cantante e produttore discografico statunitense (Lexington, n. 1977)
- Marcus Gunnarsen, cantante e calciatore norvegese (Elverum, n. 2002)
- Marcus Mumford, cantante, musicista e produttore discografico britannico (Anaheim, n. 1987)

## Cavalieri(1)
- Marcus Ehning, cavaliere tedesco (Südlohn, n. 1974)

## Chitarristi(2)
- Marcus King, chitarrista e cantautore statunitense (Greenville, n. 1996)
- Marcus Siepen, chitarrista tedesco (Krefeld, n. 1968)

## Ciclisti su strada(2)
- Marcus Burghardt, ex ciclista su strada tedesco (Zschopau, n. 1983)
- Marcus Sander Hansen, ciclista su strada danese (Greve Strand, n. 2000)

## Compositori(2)
- Marc Blitzstein, compositore, paroliere e librettista statunitense (Filadelfia, n. 1905 - Martinica, † 1964)
- Marcus Paus, compositore norvegese (Oslo, n. 1979)

## Cuochi(1)
- Marcus Wareing, cuoco e personaggio televisivo britannico (Southport, n. 1970)

## Disc jockey(1)
- Parov Stelar, disc jockey e musicista austriaco (Linz, n. 1974)

## Fisici(1)
- Mark Oliphant, fisico australiano (Adelaide, n. 1901 - Canberra, † 2000)

## Fondisti(1)
- Marcus Grate, fondista svedese (Vaxholm, n. 1996)

## Fotografi(2)
- Marcus Leatherdale, fotografo canadese (Montréal, n. 1952 - McCluskieganj, † 2022)
- Marcus Aurelius Root, fotografo statunitense (Granville, n. 1808 - Filadelfia, † 1888)

## Giocatori di badminton(1)
- Marcus Ellis, giocatore di badminton britannico (Huddersfield, n. 1989)

## Giocatori di baseball(3)
- Marcus Semien, giocatore di baseball statunitense (San Francisco, n. 1990)
- Marcus Stroman, giocatore di baseball statunitense (Medford, n. 1991)
- Marcus Walden, giocatore di baseball statunitense (Fresno, n. 1988)

## Giocatori di calcio a 5(2)
- Marcus Delpizzo, giocatore di calcio a 5 brasiliano (Florianópolis, n. 1983)
- Marcus Gerd, giocatore di calcio a 5 e calciatore svedese (n. 1995)

## Giocatori di football americano(29)
- Marcus Allen, ex giocatore di football americano statunitense (San Diego, n. 1960)
- Marcus Bell, ex giocatore di football americano statunitense (St. Johns, n. 1977)
- Marcus Cannon, giocatore di football americano statunitense (Odessa, n. 1988)
- Marcus Cooper, giocatore di football americano statunitense (Bloomfield, n. 1990)
- Marcus Davenport, giocatore di football americano statunitense (San Antonio, n. 1996)
- Marcus Epps, giocatore di football americano statunitense (Burbank, n. 1996)
- Mark Gastineau, ex giocatore di football americano statunitense (Ardmore, n. 1956)
- Marcus Gilbert, ex giocatore di football americano statunitense (Fort Lauderdale, n. 1988)
- Marcus Gilchrist, giocatore di football americano statunitense (High Point, n. 1988)
- Marcus Jones, giocatore di football americano statunitense (Enterprise, n. 1998)
- Marcus Kemp, giocatore di football americano statunitense (Ogden, n. 1995)
- Marcus Burley, giocatore di football americano statunitense (Richmond, n. 1990)
- Marcus Mariota, giocatore di football americano statunitense (Honolulu, n. 1993)
- Marcus Martin, giocatore di football americano statunitense (Los Angeles, n. 1993)
- Marcus Maye, giocatore di football americano statunitense (Melbourne, n. 1993)
- Marcus Nash, ex giocatore di football americano statunitense (Tulsa, n. 1976)
- Marcus Peters, giocatore di football americano statunitense (Oakland, n. 1993)
- Marcus Roberson, giocatore di football americano statunitense (Fort Lauderdale, n. 1992)
- Marcus Robertson, ex giocatore di football americano e allenatore di football americano statunitense (Pasadena, n. 1969)
- Marcus Sherels, giocatore di football americano statunitense (Rochester, n. 1987)
- Marcus Simms, giocatore di football americano statunitense (Bowie, n. 1997)
- Marcus Smith, giocatore di football americano statunitense (Columbus, n. 1992)
- Marcus Spears, ex giocatore di football americano statunitense (Baton Rouge, n. 1971)
- Marcus Spears, ex giocatore di football americano statunitense (Baton Rouge, n. 1983)
- Marcus Stroud, ex giocatore di football americano statunitense (Thomasville, n. 1978)
- Marcus Thigpen, giocatore di football americano statunitense (Detroit, n. 1986)
- Marcus Trufant, ex giocatore di football americano statunitense (Tacoma, n. 1980)
- Marcus Tubbs, ex giocatore di football americano statunitense (Dallas, n. 1981)
- Marcus Williams, giocatore di football americano statunitense (Corona, n. 1996)

## Giocatori di squash(1)
- Marcus Berrett, giocatore di squash inglese (Halifax, n. 1975)

## Golfisti(1)
- Marcus Fraser, golfista australiano (Corowa, n. 1978)

## Hockeisti su ghiaccio(5)
- Marc Chorney, ex hockeista su ghiaccio canadese (Thunder Bay, n. 1959)
- Marcus Johansson, hockeista su ghiaccio svedese (Landskrona, n. 1990)
- Marcus Kink, hockeista su ghiaccio tedesco (Düsseldorf, n. 1985)
- Marcus Krüger, hockeista su ghiaccio svedese (Stoccolma, n. 1990)
- Marcus Nilson, ex hockeista su ghiaccio svedese (Bålsta, n. 1978)

## Imprenditori(1)
- Marcus Daly, imprenditore irlandese (n. 1841 - † 1900)

## Informatici(1)
- Marcus J. Ranum, informatico statunitense (New York, n. 1962)

## Ittiologi(1)
- Marcus Elieser Bloch, ittiologo tedesco (Ansbach, n. 1723 - Karlovy Vary, † 1799)

## Matematici(1)
- Marcus du Sautoy, matematico inglese (Londra, n. 1965)

## Medici(1)
- Marcus Whitman, medico e missionario statunitense (Rushville, n. 1802 - Waiilatpu, † 1847)

## Mezzofondisti(1)
- Marcus O'Sullivan, ex mezzofondista irlandese (Cork, n. 1961)

## Militari(3)
- Marcus Caedicius, militare romano
- Marcus Reno, militare statunitense (Carrollton, n. 1834 - Washington, † 1889)
- Marcus William Robertson, militare statunitense (Flintville, n. 1870 - Portland, † 1948)

## Modelli(3)
- Marcus Hedbrandh, supermodello svedese (Lund, n. 1985)
- Marcus Schenkenberg, modello e attore svedese (Stoccolma, n. 1968)
- Mark Vanderloo, supermodello olandese (Waddinxveen, n. 1968)

## Nuotatori(2)
- Marcus Mattioli, ex nuotatore brasiliano (Belo Horizonte, n. 1960)
- Marcus Piehl, nuotatore svedese (Linköping, n. 1985)

## Pallamanisti(1)
- Marcus Ahlm, ex pallamanista svedese (Norra Åsum, n. 1978)

## Pallanuotisti(1)
- Max van Gelder, pallanuotista olandese (Jakarta, n. 1924 - Heerenveen, † 2019)

## Pallavolisti(5)
- Marcus Böhme, pallavolista tedesco (Berlino, n. 1985)
- Marcus Vinícius Freire, ex pallavolista brasiliano (Bento Gonçalves, n. 1962)
- Marcus Guttmann, pallavolista austriaco (Vienna, n. 1991)
- Marcus Nilsson, pallavolista svedese (Torup, n. 1982)
- Marcus Popp, pallavolista e giocatore di beach volley tedesco (Chemnitz, n. 1981)

## Pattinatori artistici su ghiaccio(1)
- Marcus Nikkanen, pattinatore artistico su ghiaccio finlandese (Helsinki, n. 1904 - Helsinki, † 1985)

## Percussionisti(1)
- Marcus Malone, percussionista statunitense (Memphis, n. 1944 - Oakland, † 2021)

## Pesisti(1)
- Marcus Thomsen, pesista norvegese (Voss, n. 1998)

## Pianisti(1)
- Marcus Kretzer, pianista e pedagogo tedesco (Hilden, n. 1965)

## Piloti automobilistici(2)
- Marcus Armstrong, pilota automobilistico neozelandese (Christchurch, n. 2000)
- Marcus Ericsson, pilota automobilistico svedese (Kumla, n. 1990)

## Piloti di rally(1)
- Marcus Grönholm, ex pilota di rally finlandese (Kauniainen, n. 1968)

## Piloti motociclistici(1)
- Marcus Payten, pilota motociclistico australiano (Crawley, n. 1974 - Cooyar, † 2003)

## Pistard(1)
- Marcus Hurley, pistard statunitense (New Rochelle, n. 1883 - New York, † 1941)

## Pittori(1)
- Marcus Gheeraerts il Giovane, pittore fiammingo (Bruges - Londra, † 1636)

## Poeti(1)
- Vinícius de Moraes, poeta, cantautore e drammaturgo brasiliano (Rio de Janeiro, n. 1913 - Rio de Janeiro, † 1980)

## Politici(6)
- Marcus Bakker, politico olandese (Zaandam, n. 1923 - † 2009)
- Marcus Beresford, I conte di Tyrone, politico irlandese (n. 1694 - Dublino, † 1763)
- Marcus König, politico tedesco (Norimberga, n. 1980)
- Marc Molinaro, politico statunitense (Yonkers, n. 1975)
- Marcus Gjøe Rosenkrantz, politico norvegese (Vigvoll, n. 1762 - Christiania, † 1838)
- Marcus Stephen, politico e ex sollevatore nauruano (Nauru, n. 1969)

## Predicatori(1)
- Marcus Lamb, predicatore, religioso e imprenditore statunitense (Cordele, n. 1957 - Bedford, † 2021)

## Rabbini(1)
- Marcus Melchior, rabbino danese (Fredericia, n. 1897 - Amburgo, † 1969)

## Rapper(3)
- Hopsin, rapper, produttore discografico e attore statunitense (Los Angeles, n. 1985)
- Kamelen, rapper norvegese (Bergen, n. 1993)
- Lil' Keke, rapper statunitense (n. 1976)

## Registi(2)
- Marcus Nispel, regista e produttore cinematografico tedesco (Francoforte sul Meno, n. 1963)
- Marcus H. Rosenmüller, regista e sceneggiatore tedesco (Tegernsee, n. 1973)

## Rugbisti a 15(3)
- Marcus Di Rollo, ex rugbista a 15 britannico (Edimburgo, n. 1978)
- Marcus Horan, rugbista a 15 e dirigente sportivo irlandese (Limerick, n. 1977)
- Marcus Smith, rugbista a 15 inglese (Manila, n. 1999)

## Scacchisti(1)
- Marcus Kann, scacchista austriaco (Vienna, n. 1820 - Vienna, † 1886)

## Sceneggiatori(1)
- Marcus Dunstan, sceneggiatore e regista statunitense (Macomb, n. 1978)

## Schermidori(2)
- Marcus Borges, ex schermidore brasiliano (Rio de Janeiro, n. 1947)
- Marcus Mepstead, schermidore britannico (Londra, n. 1990)

## Sciatori alpini(2)
- Marcus Monsen, ex sciatore alpino norvegese (n. 1995)
- Marcus Sandell, ex sciatore alpino finlandese (Espoo, n. 1987)

## Scrittori(5)
- Marcus Clarke, scrittore e poeta australiano (Londra, n. 1846 - Melbourne, † 1881)
- Marcus Malte, scrittore francese (La Seyne-sur-Mer, n. 1967)
- Marcus O'Dair, scrittore e musicista inglese
- Marcus Sakey, scrittore statunitense (Flint, n. 1974)
- Marcus Sedgwick, scrittore e illustratore britannico (Kent, n. 1968 - † 2022)

## Sindacalisti(1)
- Marcus Garvey, sindacalista e scrittore giamaicano (Saint Ann's Bay, n. 1887 - Londra, † 1940)

## Snowboarder(1)
- Marcus Kleveland, snowboarder norvegese (Dombås, n. 1999)

## Storici(1)
- Marcus Lee Hansen, storico statunitense (Neenah, n. 1892 - Redlands, † 1938)

## Tennisti(2)
- Marcus Daniell, ex tennista neozelandese (Masterton, n. 1989)
- Marcus Willis, tennista britannico (Slough, n. 1990)

## Tiratori a segno(1)
- Marcus Ravenswaaij, tiratore a segno olandese (Kralingen, n. 1862 - Rotterdam, † 1919)

## Tiratori a volo(1)
- Marcus Svensson, tiratore a volo svedese (Härslöv, n. 1990)

## Vescovi cattolici(1)
- Marcus Stock, vescovo cattolico britannico (Londra, n. 1961)

## Wrestler(2)
- Marcus Anthony, wrestler statunitense (Cincinnati, n. 1984)
- Buff Bagwell, ex wrestler statunitense (Marietta, n. 1970)

## Zoologi(2)
- Marcus Ward Lyon, zoologo e biologo statunitense (Rock Island Arsenal, n. 1875 - South Bend, † 1942)
- Marc van Roosmalen, zoologo e attivista olandese (Tilburg, n. 1947)